# Пелусок
Пелусок (словац. Pelúsok) — річка в Словаччині; права притока Житави. Протікає в окрузі Злате Моравце.
Довжина — 14 км. Витікає в масиві Трибеч на висоті 470 метрів. Серед приток — Странка.
Протікає територією сіл Ловце; Гостьовце; Мартін-над-Житавою і Тесарське Млиняни.
Впадає в Житаву на висоті 167 метрів.